# Ceratophysella cylindrica
Ceratophysella cylindrica är en urinsektsart som beskrevs av Cassagnau 1959. Ceratophysella cylindrica ingår i släktet Ceratophysella och familjen Hypogastruridae. Inga underarter finns listade i Catalogue of Life.